# Килиманджаро
Вижте пояснителната страница за други значения на Килиманджаро.
Килиманджаро (на английски: Kilimanjaro; на суахили: Kilimanjaro) е планински масив в Североизточна Танзания, образуван от три изгаснали вулкана – Шира на запад с надморска височина 3962 m, Мауензи на изток с височина 5149 m и геоложки най-младият Кибо, разположен между тях, чийто най-висок връх Ухуру има височина 5895 m и е най-високата точка в Африка.
Освен като най-високата планина на континента, Килиманджаро е известен и със своята ледникова шапка, която прогресивно намалява от началото на 20 век и е възможно да изчезне напълно през следващите десетилетия. Причина за това са намалелите снеговалежи, обяснявани както с глобалното затопляне, така и с обезлесяването. Така въпреки важната роля на създадения през 1973 година национален парк Килиманджаро, горският пръстен около планината продължава да се стеснява. Районът на Килиманджаро е обитаван от скотовъдците масаи на север и запад, които използват планинските ливади като пасища за стадата си, и от земеделците чага на юг и изток, които обработват все по-обширни части от предпланините.
След изненадващото откриване на планината от Йоханес Ребман през 1848 година, Килиманджаро привлича вниманието на изследователи като Ханс Майер и Лудвиг Путшелер, които се изкачват до върха на планината през 1889 година, придружавани от своя водач Йоханас Киняла Лауво. През следващите години областта става предмет на съперничество между католически и протестантски мисионери, стремящи се към християнизиране на местното население. След десетилетия на германско, а след това и британско управление, се формира обществен елит на етническата група чага, който е в основата на националното движение, довело до създаването на независима Танганика през 1961 година.
От средата на 20 век Килиманджаро се превръща в емблематичен символ, изобразяван в множество произведения на изкуството и върху различни търговски продукти. Планината е високо ценена от хилядите туристи, които я изкачват всяка година, наблюдавайки голямото разнообразие на нейната флора и фауна.

## Наименование
Официалното наименование на целия планински масив е Килиманджаро. То е прието през 1860 година и произлиза от суахили. Малко по-късно се появяват и първите топонимични изследвания – Йохан Лудвиг Крапф смята, че името означава „Планина на величието“, без да привежда аргументи за своето заключение. През 1884 година Густав Фишер твърди, че Нджаро е демон на студа. На същото мнение е и Ханс Майер по време на своето изкачване на планината, но в действителност Нджаро е известен само на обитателите на крайбрежието, а не на тези във вътрешността, които освен това вярват само в добронамерени духове. През 1885 година Джоузеф Томсън пръв предполага, че значението на името е „Блестяща планина“. На суахили njaro означава „белота“ или „блясък“, но тази теория не обяснява защо е използвана умалителната форма kilima („хълм“, „малка планина“), а не по-подходящата mlima („планина“).
На масайски ngaro или ngare означава „вода“ или „извор“, а на чага jaro означава „керван“. Една алтернативна теория за етимологията на Килиманджаро свързва името с kilmanare/kilemanjaare, kilelemanjaare или kileajao/kilemanyaro, които означават съответно „който побеждава птицата“, „леопард“ или „керван“. Тази хипотеза е отхвърлена, тъй като става известно, че името Килиманджаро е привнесено при чага едва в средата на 19 век – дотогава те използват само самостоятелни имена за всеки от върховете на планината. На масайски планината е известна и като Ол Доиньо Оибор (Ol Doinyo Oibor – „Бяла планина“ или „Блестяща планина“).
Килиманджаро е образувана от три основни възвишения – Шира, Мауензи („Разцепен връх“) и Кибо („с петно“, заради тъмна скала, пресичаща вечните снегове). На Кибо се намира най-високата точка на целия масив, връх Ухуру („свобода“ на суахили). От 1889 до 1918 година той се нарича Кайзер Вилхелм Шпице в чест на германския император Вилхелм II.

## География

### Разположение
| Физически карти на Танзания (вляво) и областта на Килиманджаро и Меру (вдясно) |
| Физически карти на Танзания (вляво) и областта на Килиманджаро и Меру (вдясно) |

Килиманджаро се намира в североизточната част на Танзания, близо до границата с Кения, която преминава по северното и източното подножие на планината. В административно отношение тя е част от регион Калиманджаро, като основната ѝ част влиза в окръг Ромбо, а по-малки части – в окръзите Хаи и Моши - селски. Цялата територия на планината влиза в границите на Националния парк Килиманджаро.
Планината Килиманджаро заема площ от около 3885 km². Тя представлява вулканичен комплекс с овална форма и размери около 70 km по направление северозапад-югоизток и 50 km по направление североизток-югозапад.
Планината се издига като обособен масив над околната савана, надвишавайки нейното ниво с 4800 – 5000 m, което я прави най-високата изолирана планина в света. Планинският масив Меру се намира на 75 km на югозапад, а планината Кения, втората по височина в Африка след самия Килиманджаро – на 300 km на север.
Килиманджаро се намира на 340 km южно от екватора. Най-близкият град, Моши, се намира на юг от планината и представлява основната отправна точка за нейното изкачване. Международното летище Килиманджаро е разположено на 50 km югозападно от върха на Килиманджаро. Настоящата и бившата столица на Танзания, Додома и Дар ес-Салаам, са на разстояние, съответно, 380 km на югозапад и 450 km на югоизток, а столицата на Кения Найроби е на 200 km на север. Разстоянието до Индийския океан е 270 km.
Надморската височина на най-високата точка на Килиманджаро е измервана многократно от 1889 година насам, като в резултатите има големи разлики, надхвърлящи 100 m. Проведени през 2008 година измервания определя, с помощта на Глобалната система за позициониране и гравиметрични методи, височината на 5891,8 m, малко по-малко от измерените през 1952 година 5898 m.

### Топография
Килиманджаро е стратовулкан с обща конична форма, най-високият извън Южна Америка. Той е съставен от три основни върха, които представляват изгаснали вулкани – Шира на запад с надморска височина 3962 m, Кибо в средата с височина 5891,8 m и Мауензи на изток с височина 5149 m.
Върхът на Кибо е образуван от калдера с елиптична форма с ширина 2,4 km и дължина 3,6 km. Тя огражда кратера Ройш с диаметър 900 m, във вътрешността на който е разположен вулканичен конус с диаметър 200 m, наречен Аш Пит. Най-високата точка на планината, връх Ухуру, се намира в южния край на контура на калдерата. Други по-важни точки във високата част на Кибо са Инър Коун (5835 m), Ханс Майер Пойнт, Гилманс Пойнт, Лепърд Пойнт и Йоханас Ноч. Югозападно от върха преди 100 хиляди години голямо свлачище е създало пролома Уестърн Брийч, доминиращ над долината Баранко.
Вулканът Мауензи е третият най-висок връх в Африка след Ухуру и Кения. Той е силно ерозирал и днес представлява дайка, около която се намират върховете Ханс Майер, Путшелер, Южен и Нордеке. В тяхното подножие започват множество клисури, продължаващи на изток, най-вече Голям Баранко и Малък Баранко. Седъл представлява плато с площ 36 km², разположено между Мауензи и Кибо.
Шира се състои от един полукратер, от който са останали само южният и западният ръб. На североизток от него се намира друго плато с площ 6,2 km². Освен трите основни върха, в планината има и около 250 сателитни конуса, концентрирани около ос с направление северозапад-югоизток.

### Хидрология
Ледниковата шапка на Килиманджаро е ограничена само до вулкана Кибо. През 2003 година тя заема обща площ от 2 km². Състои се от ледника Фуртвенглер на самия връх, ледниците Дригалски, Грейт Пенк, Пенгалски, Льорчер Ноч и Креднер в Северното ледено поле, Баранко, Ароу и Ухлиг на запад, Балето, Даймънд, Хайм, Керстен, Декен, Ребман и Рацел в Южното ледено поле и ледниците на Източното ледено поле. Разликите във валежите и огряването от Слънцето са причина за различната дебелина на отделните ледени полета.
В миналото ледената шапка е добре видима, но през последното столетие е във фаза на бързо свиване. През 1912 година тя покрива 12,1 km², през 1953 година – 6,7 km², през 1976 година – 4,2 km², а през 1996 година – 3,3 km², като в рамките на 20 век губи 82% от площта си. Между 1962 и 2000 година дебелината на ледниците намалява средно със 17 m, като според различни оценки би трябвало да изчезне напълно до 2020-2040 година. Ледът в някои зони може да се задържи няколко години повече, поради местните микроклиматични условия. Съвременното състояние на ледниците е сходно с това при тяхното възникване преди 11 хиляди години.
Намаляването на ледената шапка на Килиманджаро започва в средата на 19 век, поради намалелите с около 150 mm годишно валежи, като тенденцията се ускорява чувствително в хода на 20 век. Като причина за този процес най-често се сочи съвременното глобално затопляне, тъй като ледниците преживяват продължило около 300 години засушаване преди 4000 години. Така в Лямунго, разположен на 1230 m надморска височина на южния склон на планината, средната дневна температура нараства с 3 °C в рамките на последните три десетилетия на 20 век.
В същото време изследванията на Георг Казер и Филип Моут, според които температурите на височината на ледниците остават постоянно под 0 °C, показват, че свиването им се дължи преди всичко на намалението на валежите. Друга възможна причина е локално развитие, дължащо се на обезлесяването, което намалява дебелината на растителната покривка, а оттам и влажността на въздуха. Установена е връзка между оттеглянето на ледниковата шапка и намаляването на горите, най-интензивно в началото на 20 век.
При всички случаи характерната форма на леда показва, че ледниците започват да сублимират под действието на слънчевата радиация след няколко влажни десетилетия през първата половина на 19 век. Това явление вероятно е ускорено от слабото намаляване на албедото в хода на 20 век, най-вече през 20-те и 30-те години. Друго явление, свързано с оттеглянето на ледниците, е поглъщането на топлина от тъмните вулканични скали и нейното предаване към основата на ледниците. По този начин те става неустойчиви и се напукват, увеличавайки повърхността, изложена на слънчевите лъчи.
Водите, изтичащи при топенето на леда, захранват в значителна степен двете реки в планината, Пангани и Галана, но 90% от валежите се поглъщат от гората. По тази причина изчезването на ледниците не би трябвало да има значително пряко въздействие върху местната хидрология, за разлика от обезлесяването и дейността на хората, свързана с четирикратно увеличение на използваната за напояване вода през последните четири десетилетия.
Горите на Килиманджаро получават 1,6 милиарда m³ вода годишно, от които 5% от пряк контакт с облаците мъгла. Две трети от тази вода се връща в атмосферата чрез изпарение. По този начин гората играе ролята на троен резервоар – чрез почвата, чрез биомасата и чрез въздуха.

### Геология

#### Предистория
По време на геоложките периоди юра и креда областта на днешния Килиманджаро е подложена на ерозия. По това време тя представлява плато, изградено от прекамбрийски гнайс и гранулит. Релефът е постепенно изравнен – на север и изток се образуват равнини с отделни изолирани скали на северозапад и югоизток, а от палеоцена кристалинният алувий се измества на юг.
Източноафриканската рифтова долина, която пресича Източна Африка от север на юг, възниква през миоцена с началото на отделянето на Сомалийската от Африканската тектонична плоча. В областта на Килиманджаро, попадаща в източния клон на долината, се появяват разломи, а алувият покрива издигащите се над равнината скали. Разломите подпомагат формирането на грабени и издигането на магма към повърхността на земята. Килиманджаро, както и съседният Меру, се образува в един такъв грабен, ориентиран по направление от запад-северозапад на изток-югоизток.
Вулканичната дейност, довела до образуването на Килиманджаро, започва през плиоцена, и протича на четири основни етапа, при които са извърлени общо 5000 km³ вулканични скали. При първия етап е образуван палеовулкана Килема, а при трите следващи – съвременния стратовулкан, съставен от Шира, Мауензи и Кибо. По дължината на рифта възникват и множество сателитни конуси, обособени в осем отделни зони. Някои от кратерите в горната част на планината изглежда продължават да са активни до холоцена.

#### Образуване на палеовулкана Килема
Първият етап от формирането на Килиманджаро протича вероятно преди повече от 2,5 милиона години. Общият обем скален материал, изхвърлен от палеовулканът, се оценява на около две трети от общото количество. Сведенията за него са оскъдни, поради малкият брой радиометрични датирания, извършени на място, и поради погребването на следите от нея от по-късните изригвания. За съществуването на този етап се съди по три геоморфологични показателя.
По хребетите Килема на юг, Кибонгото на югозапад и Ол Молог на северозапад се наблюдават инвертирани спрямо релефа геологични пластове. Моделите на структурата, отговорна за тяхната поява, показват, че става дума за потоци, излезли от рифта и запълнили основните разломи на грабена.
На запад, между хребетите Ол Молог и Кибонгото, вулканът Шира е разположен в област с характерен релеф с форма на разрушена калдера. Образуваният при ерозията материал е изместен на запад и по-късно е покрит от вулкана Меру. На него се дължи особената ориентация на рифта спрямо Източноафриканската рифтова долина.
Подобни релефни форми при падината Рау се наблюдават и на юг, между хребетите Кибонго и Килема. Тя е частично затрупана от изригванията на Кибо, разположен в нейния северен край. Още по-далеч на юг, по бреговете на езерото Нюмба я Мунгу, вулканичните отложения потвърждават хипотезата за южно издуване на палеовулкана.

#### Образуване на Шира
Началото на формирането на вулкана Шира се отнася към периода между 2,5 и 2 милиона години. Процесът се характеризира с масивни вулканични изригвания по линия ориентирана от север на юг по хребетите Ол Молог и Кибонгото. От пирокластити, туфи и лава се образува се относително издължен базалтов (трахибазалти, ултрабазити, нефелини) щитовиден вулкан. В същото време подчертано наклонените потоци лава показват нарастване на структурата във височина.
Формата на Шира се характеризира с калдера, отворена на североизток, но с добре видими и днес части на запад и на юг. Стотина дайки в центъра на калдерата свидетелстват за последната активност на Шира. Възможно е в миналото видимата днес калдера да е била разположена в по-голяма външна калдера, от която са запазени малко следи. Ерозията, най-вече предизвикана от ледниците, а след това и изригванията на Кибо, силно са изменили релефа на Шира.

### Климат
Климатът е екваториален планински. Сухите сезони са от януари до март и от юли до септември. През останалото време условията са като в Европа през зимата. За Килиманджаро средното количество на годишните валежи е около 1000 mm.
Въпреки че се намира в тропично-екваториалната климатична зона, едно от най-горещите места в света, на върха на Килиманджаро има постоянна снежна покривка, включваща ледниците Фуртвенглер и Ребман. Поради глобалното затопляне ледената покривка постоянно се смалява, за което съдим от сателитни снимки.

### Флора и фауна
Растителността е етажирана като видът на растенията се променя с изкачване във височина. В най-ниските части растат екваториални гори. След това се намират гори, характерни за влажните тропици. След тях са разположени растителни видове, характерни за саваните. В най-високите части на планината има обширни ливади.

## История

### Откриване и изследване
През 100 г. Клавдий Птолемей обозначава висока заснежена планина в Африка в своята „География“. 1000 години по-късно Килиманджаро е споменат от китайски мореплаватели. За дата на откриване за върха обикновено се смята 11 май 1848 г., когато е описана от немския пастор Йоханес Ребман. Между 1885 и 1918 г. Килиманджаро е част от Германска Източна Африка и носи името Кайзер Вилхелм Шпице.

### Първи изкачавания
През 1861 и 1862 г. Карл Клаус дер Декен прави неуспешни опити да изкачи върха. На 6 октомври 1889 г. географът и алпинист от Лайпциг Ханс Майер и австриецът Лудвиг Пуртшелер правят първото успешно изкачване на Килиманджаро.
Първото българско изкачване на върха е на 16 август 1967 г. от учителката Даринка Камбурова.

## Население
Регионът около планината се населява от масаи.

## Икономика
В региона се отглеждат кафе, банани и памук. Развит е туризмът, а също и животновъдството. Прочут е и сафари-туризмът, който напоследък се е превърнал във фото-сафари, тъй като убиването на животни е забранено.

## Опазване на околната среда
През 1973 г. е създаден национален парк Килиманджаро, отворен за посещения през 1977 г., обхващащ планината и околните екваториални гори. Целта му да опази Килиманджаро и уникалните растения и животни в региона. Паркът граничи със Серенгети и кратера Нгоронгоро, други защитени територии в Танзания, опазващи богато биоразнообразие.

## В популярната култура
Действието на книгата и на известния филм „Цар лъв“ се развива в района на Килиманджаро.